# Einion Yrth ap Cunedda
Einion Yrth ap Cunedda of Einion Yrth, Einion, de onstuimige, was een van de acht zonen van Cunedda, de stichter van het Koninkrijk Gwynedd (Wales). Hij regeerde over het koninkrijk in de tweede helft van de 5de eeuw. Zijn zoon Cadwallon Lawhir ap Einion volgde hem op.